# ミルスベリヒユ
ミルスベリヒユ（学名：Sesuvium portulacastrum）はハマミズナ科ミルスベリヒユ属の多年生草本。別名ハマミズナ，ハマスベリヒユ。

## 特徴
植物体は多肉質。茎は匍匐して広がり、節から枝を出す。葉は対生、線形で長さ4–5 cm、幅約8 mm、緑色で無毛、光沢がある。葉腋に短い柄を出し、直径約13 mmの星形の花を春から秋に咲かせる。花を構成する萼裂片は二等辺三角形で花弁はない。基準変種var. portulacastrumは萼裂片が淡紅色、変種シロミルスベリヒユSesuvium portulacastrum (L.) L. var. griseumは萼裂片が白い。

## 分布と生育環境

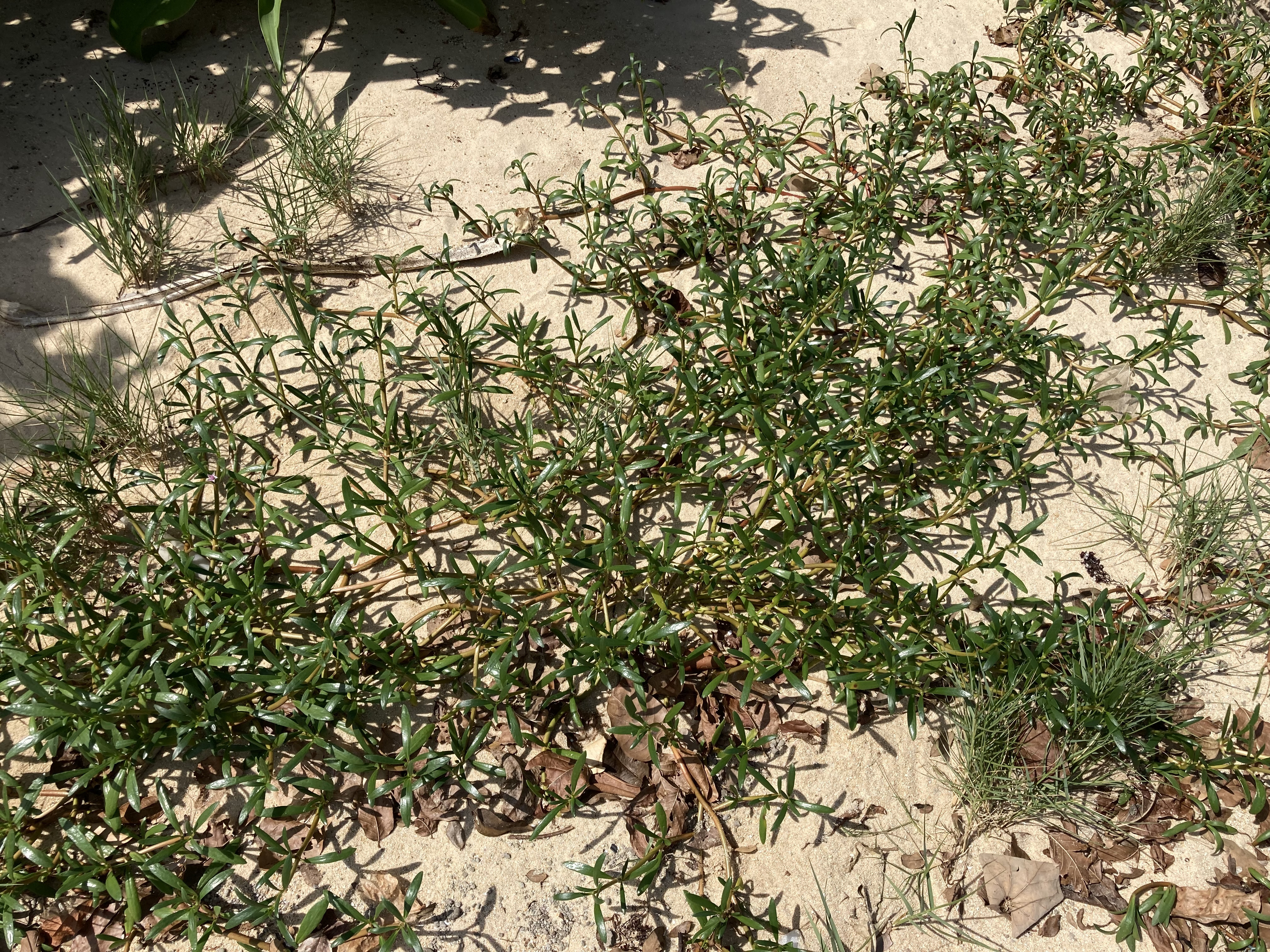
ミルスベリヒユ（沖縄県石垣市川平）

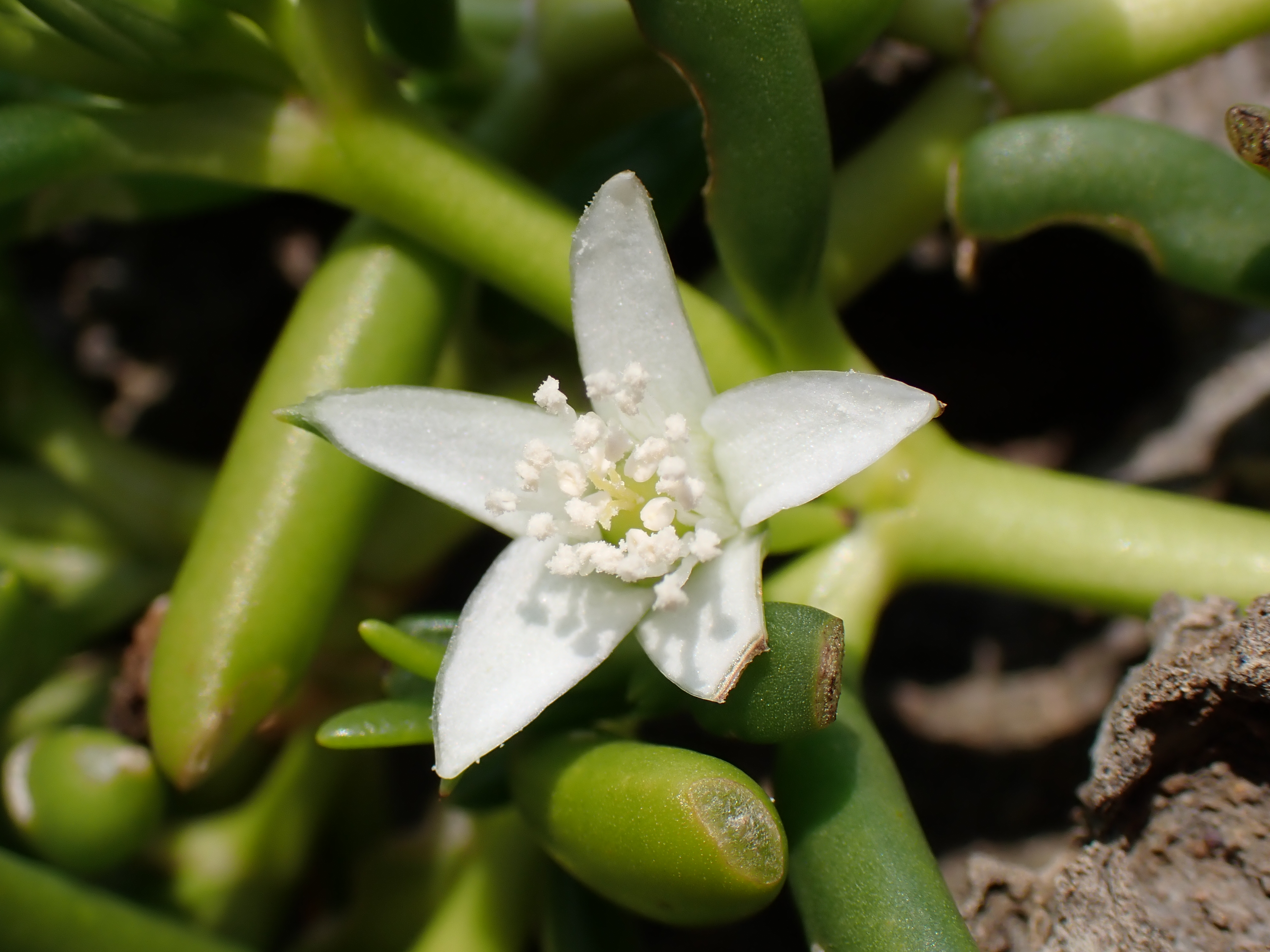
シロミルスベリヒユの花（沖縄県南城市玉城奥武）

トカラ列島以南の南西諸島と小笠原諸島。世界中の熱帯から亜熱帯にかけて分布。匍匐枝によって繁殖し、単一種で群生することが多い。茎や枝の一部が海水に運ばれ散布される。耐塩性が高く、海水をかぶっても枯れることはない。